# Жінка (телесеріал, Туреччина)
Жінка — турецький телесеріал, заснований на однойменній японській драмі. Розповідає про важке життя мами двох дітей, яка залишилася самотньою після таємничої загибелі чоловіка. У 2018 році серіал здобув премію Golden Butterfly Awards у номінаціях «Краща акторка» та «Кращі актори-діти», а також виграв у спеціальній номінації премії Tokyo Drama Awards.

## Акторський склад та український дубляж
| Персонаж                  | Актор             | Дубляж                    | Сезони            | Сезони            | Сезони               |
| Персонаж                  | Актор             | Дубляж                    | 1                 | 2                 | 3                    |
| ------------------------- | ----------------- | ------------------------- | ----------------- | ----------------- | -------------------- |
| Бахар Чешмелі             | Озге Озпірінджчі  | Наталя Романько-Кисельова | Основний персонаж | Основний персонаж | Основний персонаж    |
| Сарп Чешмелі/Альп Карахан | Джанер Джиндорук  | Роман Чорний              | Основний персонаж | Основний персонаж | Запрошена зірка      |
| Хатідже Сарикади          | Бенну Йилдиримлар | Олена Узлюк               | Основний персонаж | Основний персонаж | Періодичний персонаж |
| Енвер Сарикади            | Шеріф Ерол        | Ярослав Чорненький        | Основний персонаж | Основний персонаж | Основний персонаж    |
| Аріф Кара                 | Фейяз Думан       | Андрій Твердак            | Основний персонаж | Основний персонаж | Основний персонаж    |
| Ширін Сарикади            | Серай Кайя        | Юлія Перенчук             | Основний персонаж | Основний персонаж | Основний персонаж    |
| Нісан Чешмелі             | Кюбра Вузгюн      |                           | Основний персонаж | Основний персонаж | Основний персонаж    |
| Дурук Чешмелі             | Алі Семі Сефіл    |                           | Основний персонаж | Основний персонаж | Основний персонаж    |
| Джейда                    | Гьокче Ейюбоглу   | Анна Дончик               | Основний персонаж | Основний персонаж | Основний персонаж    |
| Єліз                      | Айша Ертуран      | Аліса Гур'єва             | Основний персонаж | Основний персонаж | Запрошена зірка      |

А також: Юрій Висоцький, Олександр Завальський, Євген Пашин, Анатолій Зіновенко, Максим Кондратюк, Олег Лепенець, Дмитро Завадський, Олесь Гімбаржевський, Юрій Кудрявець, Михайло Жонін, Павло Скороходько, Дмитро Терещук, Дмитро Гаврилов, Андрій Альохін, Михайло Тишин, Дмитро Нежельський, Андрій Федінчик, Олександр Погребняк, Денис Жупник, Олександр Солодкий, Дмитро Рассказов-Тварковський, Ніна Касторф, Ірина Дорошенко, Тетяна Антонова, Лариса Руснак, Лідія Муращенко, Ольга Радчук, Олена Яблочна, Наталя Ярошенко, Катерина Сергеєва, Катерина Брайковська, Катерина Буцька, Анастасія Жарнікова-Зіновенко, Вікторія Москаленко, Андрій та Ганна Соболєви.
Українською мовою серіал дубльовано студією «1+1» у 2020 році.

## Сюжет

### 1 сезон
Бахар має двох дітей: донька Нісан ходить до школи, а син Дурук — у садок. Вони живуть дуже бідно. Жінка на фабриці прасує одяг, а ночами підробляє офіціанткою, але грошей не вистачає. Їх виселяють із квартири у нормальному районі, і родина змушена поселилися серед бандитів та повій. Бахар постійно розповідає дітям про батька. Сарп був скелелазом і частенько відлучався, щоб побувати в горах. Він загинув, коли дружина була вагітна сином. Показують молоду кучеряву дівчину-художницю, яка плаче, згадуючи, як натовп чоловіків виштовхнув Сарпа із порома у море. Бахар звертається у соцслужбу за допомогою. Там вимагають надати контакти її родичів, щоб ті підтвердили, що не можуть їй допомагати. Жінка не бачилася із матір'ю 20 років і зважується нарешті поїхати до неї. Хатідже кинула доньку із батьком і вийшла заміж за іншого. Зараз вона вибачається перед Бахар і пропонує їй гроші. Каже, що чотири роки тому Сарп приходив до неї, бо хотів, щоб дружина помирилася із мамою. Бахар лише зараз зрозуміла, чому чоловік плив на поромі, де і загинув. За це вона ще більше розізлилася на матір і пішла. Виявляється, дівчина-художниця — це Ширін, друга донька Хатідже. Сусідкою Бахар є Джейда, утриманка бандита. Той її сильно ревнує і лупцює. Але дівчина зраджує його із власником будинку. Син власника Аріф радить Бахар не втручатися в їхні стосунки. Допомогу від соцслужби жінка так і не отримала. Чоловік Хатідже Енвер був другом батька Бахар. Він відчуває провину перед падчеркою і таємно від дружини прийшов до неї пропонувати інколи допомагати доглядати за дітьми. Хатідже знаходить малюнки Ширін, на яких зображений Сарп. Також дівчина часто малює груші. Саме їх Хатідже передала Бахар зятем при зустрічі, бо пам'ятала, що старша донька їх полюбляє. Ширін бреше матері, що просто підслухала їх розмову із Сарпом, хоча це неправда: вони були знайомі і бачилися на поромі. Схоже, вона причетна до його вбивства. Бора (син працівника соцслужби Муси) навчається разом із Дуруком. Його мама Жалє працює лікаркою, і робота для неї — головне. Вона хоче розлучитися із чоловіком і залишити йому сина. Коханка власника будинку зрозуміла, що сусідка їх бачила, і вимагає вигнати її. Бахар змушена відвести дітей до Енвера. Хатідже дорікає доньці, що та колись не провідала її у лікарні. Та у відповідь звинувачує матір, що через неї повісився батько. З'являється Ширін і розповідає сестрі про страждання мами, бо Батько Бахар у першу ж шлюбну ніч залишив її і пішов до коханки. Навіть доньку він назвав її ім'ям. А ще Ширін повторила газетні заголовки, де Сарпа називали збоченцем. Хатідже купує і відправляє старшій доньці бойлер, менша дізналася і злиться. Вона зізнається матері, що спеціально познайомилася із Сарпом, і начебто у них були стосунки. Але коли він зрозумів, хто вона, то сказав на поромі, що пориває із нею, бо кохає дружину. Тоді вона зі злості підняла ґвалт, начебто він чіплявся до неї, і чоловіки виштовхнули його у море. Після цього Ширін вчинила спробу самогубства. Коли Бахар привела дітей подякувати бабусі за подарунок, та навіть не стала із ними розмовляти, бо так захотіла молодша донька. Бора прихильний до Бахар, бо від матері зовсім не отримує ласки. А до неї у лікарню влаштовується на роботу її колишній, через зраду якого Жалє швидко вийшла заміж за нелюба.
Випадково діти дізнаються, що у газетах їхнього батька називали «збоченцем». Мама запевнила їх, що то все — брехня. Син власника будинку Аріф, програвши на спір Бахар у нарди, взявся налаштовувати батька не виселяти жінку. Але марно. Коли малеча застудилася, Енвер прийшов доглядати за ними, але покликав дружину, бо не справлявся сам. Думаючи, що телефонує мама, Нісан відповіла на виклик у бабусиному телефоні, але то була Ширін. Остання оскаженіла, почувши, що мати у Бахар. Вона влаштувала безлад у будинку, і порізала вени об розбите скло. Хатідже накричала на онучку і кинулася додому. Вона викликала швидку, але, подумавши, що донька померла, штрикнула себе ножем у живіт. Обох прооперували: мати — у тяжкому стані, а Ширін швидко оклигала. Виявилося, що Жалє — її кузина. Енвер знаходить у кімнаті доньки телефон Сарпа і переглядає відео з порома, на якому впізнає доньку. Хатідже виписали із лікарні, вони брешуть Енверу, що Ширін випадково стала свідком тих подій і взяла телефон, щоб потім повернути його власнику. Батько не вірить і відправляє його Бахар. На прохання дітей Аріф прийшов до них на шкільний ярмарок, ще й привіз апарат, що робить солодку вату. Нісан при всіх називала його татом. У їхній район повертається колишня кохана Аріфа Бершан. Вона бачить його із Бахар і дітьми, ранить собі губу і жаліється йому, начебто це зробив його батько. А той передумав виганяти Бахар, бо вона допомогла їм із Джейдою уникнути зустрічі із її іншим коханцем-бандитом Хікметом. На прогулянці у Бахар із носа йде кров, і жінка непритомніє. Муса відвозить її до лікарні, де Жалє призначає здати аналізи. Хатідже приїжджає до старшої доньки на роботу, щоб перехопити посильного із телефоном, але той вже встиг віддати пакунок Бахар. Жінка дістає телефон, аж тут їй повідомляють, що Дурук зник. Хлопчик пішов шукати песика, про втечу якого бачив об'яву. Хатідже їде із донькою на пошуки онука, намагаючись витягнути у неї із сумки телефон, але не вийшло. Дурука знайшли. Завдяки телефону Бахар дізнається, що чоловік їздив у містечко, де виріс. Його знайомий віддає жінці записник Сарпа, де той описував нещасливе дитинство із матір'ю, яку невдовзі позбавили батьківських прав. Перед одруженням чоловік знайшов її, але все, що їй було потрібно — це гроші.
Бахар знайшла у телефоні Сарпа SMS-ки із зізнаннями у коханні, надісланими іншій жінці. Цей номер належить Ширін, і та мовчки радіє розпачу сестри, коли остання телефонує, щоб дізнатися, хто ж був коханкою її чоловіка. Жінка дуже засмучена, дітей у школу взявся відвезти Аріф. Ширін помічає їх разом і знайомиться потім із ним, назвавшись Мелек. У Бахар на вулиці викрали сумочку із щойно знятою зарплатнею і документами. Вона пошкодила ногу і зателефонувала Аріфу, щоб той підвіз її додому. У жінки виявили апластичну анемію, вона постійно погано почувається, але боїться розпочинати лікування, бо не знає, чи вистачить страховки. Енвер прочитав щоденник доньки. Стало зрозуміло, що це вона сама, взявши без дозволу телефон Сарпа, надсилала собі SMS. Готуючи їжу, Бахар вчергове знепритомніла і квартира ледь не згоріла. Розпочинаючи лікування, лікар порадив їй переїхати до родичів, бо далі доглядати за дітьми їй буде все тяжче. Бахар, полишивши гордість, прийшла до матері і сказала, що тепер вони з дітьми житимуть у неї. Хатідже, щоб не злити молодшу доньку, спочатку протестувала, але Ширін, прагнучи помиритися із батьком, погодилася на переїзд сестри. Аріф допомагав їм із речами. Стає зрозуміло, що він встиг закохатися у Бахар. Під час зустрічі із ним у домі батьків Ширін удала, що не знає його, той здивувався, але не подав вигляду, що вони знайомі. Подруга Бахар Єліз здогадалася, що Ширін і є начебто коханка Сарпа, але промовчала, бо Бахар через хворобу не можна нервувати. А та помітила, що сумнозвісні повідомлення у телефоні чоловіка написані вже після його смерті, і думає, що він живий. Жінка дізнається, що телефон їй послав Енвер, а рідня бреше, начебто його їм підкинули через тиждень після трагедії на поромі. Хікмет покинув Джейду, і вона влаштувалася співачкою у «кабак». На її запрошення на перший виступ прийшли Бахар із мамою, Енвером і Аріфом. Бершан підсіла за їх столик, і Бахар звинуватила її у підкиданні наркотиків. Аріф проганяє колишню. З'являється Хікмет і змушує Джейду повернутися до нього, але дівчина проти. Діти телефонують мамі із телефону тітки, але, повернувшись додому, Бахар не встигає побачити «пропущені» від «тієї жінки», бо непритомніє. Рідні у лікарні дізнаються про серйозність її хвороби і здають аналізи на перевірку їх можливого донорства кісткового мозку, а сестра вигадала, наче вживає ліки, що не допускають цього. Батьки віддали Бахар із дітьми свою кімнату, а зла Ширін не ночувала вдома. Побачивши на вулиці матір чоловіка (Жоліде) у дорогій машині, Бахар на її колишній роботі дізнається, що та звільнилася, бо тепер її забезпечує син. Сарп живе у шикарному будинку з іншою жінкою, яка називає його Альпом.
Ширін із хлопцем намалювали їй «забої», і, повернувшись додому, дівчина набрехала рідним, начебто до неї вночі у парку чіплялися хлопці, і, тікаючи від них, вона поранилася. За її словами, додому йти вона не хотіла, бо почувається зайвою. Щоб розвести доньок, Хатідже вирішує продати дім, де вони живуть, і дати грошей Бахар на прожиття окремо. Енвер жаліється Хікмету (той приходив просити кравця, щоб помирив його із Джейдою) на неприємність із Ширін. Бандит наказав розібратися, і з'ясував усю правду. Батько дуже злий на Ширін, а та, вчергове викручуючись, погоджується на консультацію у психіатра. Вона змінила номер телефону, і Єліз уже не може викрити її. Продаж дому скасували. Бершан сказала Хікмету, що Джейда спить із власником будинку. Бандит дійсно застав їх разом, але саме тоді дівчина була у Юсуфа, бо у того померла дружина (мама Аріфа), і Джейда допомагала із похоронами. Нісан почула слова мами про те, що та може померти. Це сталося, бо Ширін направила її підслухати розмову Бахар із батьками. Коли дівчинка розповіла про черговий підступ тітки, Бахар зібрала речі і повернулася із дітьми у попередню квартиру. Енвер поїхав із ними. Пізніше Хатідже застала його веселого у квартирі Джейди і, розізлившись, змінила замок, щоб чоловік не зміг забрати швейну машинку. Ширін хоче позбавити сестру підтримки батька і знімає з його пенсійної карти всі гроші. Домовившись із Левентом, вона підмовляє якого чоловіка видати себе за її психіатра і наговорити Хатідже про нібито велику ймовірність самогубства доньки і про потакання їй у всьому. Випадково під час розмови із Жалє, яка й порадила того лікаря, мати розуміє про обман. Вона дає Ширін ножа і каже, що та хай сама вирішує, чи хоче далі жити. Виявляється, Сарп із новою дружиною Перил щойно повернулися із Америки. Він іде на кладовище і плаче над могилами Бахар і дітей. Батько Перил Суат платить матері Сарпа, і коли той захотів із нею побачитися, кудись вивіз її, бо вона зізналася, що бачила Бахар. У Сарпа/Альпа народилося ще двоє синів. Вони близнюки, їм щойно виповнився рік. Суат говорить доньці, що мати Сарпа не помилилася щодо Бахар, і що це дехто, кому вони довіряли, збрехав їм усім про смерть першої дружини Сарпа.
Аналізи батьків Бахар показали несумісність із нею, і Жалє наполягає на перевірці Ширін. Та відмовляється, і мати погрожує вигнати її із дому. Хікмет наказав своїм охоронцям повернути Енверу його машинку. Бахар просить бандита розшукати її свекруху, а той наполягає, щоб вона помирила його із Джейдою. Мати останньої погодилася відпустити до неї її сина Арду, якого ростила від народження. Хлопцю років шість, схоже, що він — аутист. Джейда взяла багато грошей в борг у ресторані, де співає. Хлопчика бабуся так і не відпустила до «матері-шльондри». Жінка з горя напивається і падає на сцені. Її викидають із ресторану. Вона телефонує Хікмету, і той наказує все там поламати. Він забирає Арду у бабусі і привозить до матері. Вони домовилися, що Хікмет заплатить за неї борг, і вона більше не виступатиме, а доглядатиме сина. Однак, ресторан разом із боргом викупив тесть Хікмета, і змушує Джейду відробляти гроші. Жінка вимушена відправити назад сина. Бахар телефонує «тій жінці», але номер вже належить іншій. Вона говорить, що їй кілька разів дзвонили і запитували Ширін. Тепер Бахар думає, що її сестра — коханка Сарпа. Вона розлючена, що Енвер не сказав їй правду, і проганяє його. Єліз і Аріф також потрапили у «чорний список». Ховаючи меншу доньку від старшої, Хатідже відправляє її до Жалє. А тій справжній психіатр Ширін сказав, що дівчина дійсно схильна до самогубства. Бахар все ж знайшла сестру, і вони побилися. Хікмет повідомив Бахар колишню адресу її свекрухи, але сусідка Жоліде приховала від неї, що бачила Сарпа.
Перил просить помічника батька розвідати все про життя Бахар. А та пожалілася Джейді, що через хворобу у неї не стало сил побороти Ширін, і що це саме сестра її відгамселила. Співачка телефонує Єліз, і вони удвох нападають на Ширін, але та виривається і кличе на допомогу. Джейда тікає, а іншу «месницю» затримують сусіди. Бахар звільняють із роботи, а Аріф освідчився їй у коханні. Джейда повідомила тестю Хікмета, що той навідався до неї, і бандит зі зла намагався виштовхнути жінку із вікна. Поліція затримала Єліз і Джейду, бо Ширін поскаржилася, ніби вони хотіли пограбувати її. Зрештою, жінок відпустили, але чоловік Єліз привіз їй її дітей і валізи сказавши, що розлучиться із нею. Бахар покликала подругу до себе. Вони всі помирилися. Тесть Хікмета стріляв у нього, але Пеямі, що весь цей час мав слідкувати за Джейдою, прикрив його своїм тілом. Співробітниці Бахар змусили керівницю повернути їй роботу. Сарпу наснилося, що Бахар жива. Він приїхав до будинку Хатідже і зустрівся із Ширін. Поїхавши з нею на кладовище, Сарп звинуватив дівчину, що це через неї він не міг бути поруч і врятувати родину від загибелі. Ширін помітила могили Бахар із дітьми і з жахом утекла. Вона телефонує сестрі, щоб повідомити, що її чоловік живий, але та не захотіла її слухати. Дівчина сказала про це мамі, але вона подумала, що у доньки загострення хвороби. Помічник Суата Мюнір погрожує Ширін, щоб та нікому не говорила про Сарпа. Жоліде вимагає більше грошей, щоб не зустрічатися із сином. Однак, коли Сарп почув, як дружина із батьком про щось схвильовано шепотілися, останній був змушений звести сина із матір'ю. Муса поселився у будинку поруч із Бахар. Єліз накинула на нього оком.
Ширін і Левент завдяки номеру авто Сарпа знайшли його фірму. Мюнір стежить за ними. Тесть Хікмета вирішив насильно одружити Джейду і Пеямі. Чоловік Єліз не збирається виплачувати їй ніяких грошей під час розлучення і навіть забрав машину. За аналізами Ширін може стати донором для Бахар. Дівиця бреше Левенту, що кохає його, а «колишнього» хоче знайти, щоб допомогти сестрі. Сарп відправив родину до Америки, а сам залишився. Він зустрівся із Левентом, щоб розпитати, чому той його переслідує. Хатідже подала на розлучення. Ширін погодилася стати донором, щоб не впасти в очах хлопця. Помічник Суата Мюнір викрав її і змусив сказати Сарпу, нібито Бахар із дітьми загинули під час пожежі у власному будинку. Джейда і Пеямі під тиском вирішили одружитися, але фіктивно. Друзі нареченої поїхали в готель, де відбуватиметься весілля. У Ширін виявили гепатит, і, доки не вилікується, вона не зможе стати донором. Хатідже згадує, що у коханки її першого чоловіка була дитина, яку сусіди «приписували» саме йому. Джейда виходить заміж, але, як і раніше, живе у своїй квартирі. Ширін зізналася мамі про Сарпа і про своє викрадення. Не відразу, але та повірила доньці.
Юсуф програв бандитам у карти квартиру Бахар. Вони прийшли із вимогою до нинішніх пожильців виселитися за тиждень, коли у квартирі була дружина Хікмета, і ображали її. Нісан завантажила їхні фотографії у «хмару» із загальним доступом. Перил зрозуміла це і хоче зізнатися чоловікові про його першу дружину, доки той сам не дізнався, але батько відмовляє її, говорячи, що люди, від яких переховується Сарп, тоді їх знайдуть і вб'ють. Люди тестя Хікмета побили бандитів, що хотіли забрати квартиру. Жалє нелегально зробила тест ДНК, щоб перевірити, чи донька коханки батька Бахар не є його. Тест — негативний. Але потім коханка сама зателефонувала Хатідже і зізналася, що інша її донька — сестра Бахар. А та через сильний біль у суглобах більше не ходить на роботу, але Енверу находять постійні замовлення, і вона йому допомагає. Сусід Енвера, що бачив Сарпа, розгледів у телефоні Бахар фото її чоловіка і повідомив Енверу. Той погрожує Ширін піти у поліцію, якщо вона не організує йому зустріч із «покійником». Не допоміг навіть похід на кладовище до фальшивих могил. Жоліде тепер живе у сина, повернулася з Америки Перил. Свекруха шантажує її, вимагаючи придбати їй будинок. Невістка не погоджується, і Жоліде приходить до Бахар. Ширін розповідає про це Суату. Сарп погодився зустрітися з Енвером, а той зізнався про нього Джейді і Єліз. Аріф цікавиться у Бахар про її ставлення до нього. Вона відповіла, що подумає про це після операції.
Ширін в останній момент вирішила розповісти Суату про зустріч батька із Сарпом. А той дозволив своєму помічнику навіть убити Енвера. Чоловіки зустрілися, і Енвер дуже сердито розмовляв із Сарпом. Потім їм довелося бігом утікати від Мюніра, і старий знепритомнів. Сарп відвіз його до лікарні і покликав Хатідже і Ширін. Він змусив Перил обирати між ним і батьком, і дружина залишилася із ним. Суат надіслав Ширін багато грошей за повідомлення про батька, дівчина їм не рада. Енвера прооперували, він опритомнів. Жалє розповіла Бахар, що Хатідже знайшла їй ймовірного донора — іншу сестру.

### 2 сезон
Сарп прийшов у лікарню до Енвера, і Дурук з Аріфом зустрілися із ним. Хлопчик упізнав батька, а Аріф подумав, що він просто дуже схожий на померлого. Дурук розповів усім іншим про зустріч, але Бахар упевнена, що йому здалося. Ймовірно, Перил штовхнула Жоліде у басейн, і та потонула. Приїхав Суат і підлаштував, нібито бабця-п'яничка хотіла нашкодити онукам, а коли їй завадили, вона втекла. Її поховали на фальшивій могилі Бахар. Перил згадує, як познайомилася із Сарпом: вони витягли його із води, плаваючи на яхті. Коли пристали до берега біля їхнього особняка, то зустріли там колишнього Перил і його друга. Мерт був наркоманом, тому дівчина покинула його. Чоловік приревнував її до Сарпа і почав бити. Сарп кинувся на Мерта, пролунав постріл, і Мерт помер. Його друг поранив Сарпа і утік. Приїхав Мюнір і забрав Перил і пораненого. Сім'я Мерта підпалила їхній особняк. Хлопців, які замовляли пошити їм сорочки, депортували. Щоб не турбувати доньку, Хатідже дала свої гроші. Жалє проговорилася, що якийсь Сарп приходив у лікарню до Енвера. Бахар все більше підозрює, що син не помилився. А Дурук злий на Аріфа, бо той приховує, що все-таки бачив Сарпа.
Бахар дуже зле. Вона телефонує подругам, але ті не відповідають, бо на базарі продають пошиті сорочки. Вчителька змушена покликати Мусу, бо Бахар не забрала дітей зі школи. Інша сестра не підійшла як донор. Жалє просить Хатідже не сваритися із Ширін, щоб та зі зла не перестала пити ліки проти гепатиту. Енвер розізлився, бо знайшов у доньки великі гроші. Та пішла із дому і шантажує Суата, кажучи, що розповість Сарпу, що дружина — жива. А Сарп прийшов до Енвера. Він виправдовується, що після одужання став переховуватися від батька убитого Мерта — Незіра, а Мюніра попросив розшукати дружину. Але Ширін сказала йому, що сестра мертва. Бахар привезли у лікарню, їй терміново потрібна пересадка. Суат думає, що Незір при смерті, але той лише підтримує такі чутки. Його люди чигають на Сарпа у лікарні. Останній розкопав могили і знайшов там лише тіло матері. Енвер пожалів його і підтвердив, що родина жива. Суат зачинив Ширін у кімнаті, бо дізнався, що вона може бути донором. Він прагне, щоб Бахар померла. Аріф подарував коханій материну каблучку, і вона прийняла її. Сарп з'явився у лікарні, і діти дуже зраділи. Мюнір підкупив людину Незіра, щоб той не повідомив про Сарпа. Але останній змушений піти, так і не зустрівшись із Бахар. Енвер переконує його, щоб облишив родину. Єдине, чим він може дійсно допомогти — знайти Ширін. Нісан погодилася не говорити мамі про появу батька, щоб не хвилювати її.
Перил застала Ширін у батька. Сарп розповів їй, що Бахар потребує донора, і жінка погодилася провести його до Ширін. Навіжена шантажувала його і, вочевидь, змусила сфотографуватися голим разом із нею, щоб показати це сестрі. Лише тоді вони поїхали у лікарню, але Сарп до Бахар так і не зайшов, бо Ширін заборонила йому. Вона сама нарешті погодилася стати донором, і трансплантацію провели. Незір розшукує будиночок, де зараз переховуються Сарп із другою родиною. Помічники Суата і Незіра — брати. Сарп поїхав до лікарні побачити Бахар, а Ширін розізлилася і прислала йому компроментуюче фото із погрозами. Але телефон залишився вдома, і фото побачила Перил. Вона дізналася від Джейди, де живе Ширін, і з обуренням накинулася на шантажистку. Люди Незіра перестріляли всіх охоронців у таємному будиночку. Сарп із Мюніром, не знайшовши там Перил, подумали, що їх викрав Незір. Енвер вигнав доньку із дому, бо Перил сказала, що вона ще й із її батьком спала. Та пішла до Суата, і він зрадів, що донька не у ворога, і що вона думає, що чоловік зрадив її. Бахар виписали із лікарні, і Нісан збирається розказати їй про тата.
Незір направляє двох чоловіків чигати Сарпа біля будинку Бахар, але один із них підкуплений Суатом. Хатідже вмовила чоловіка дозволити доньці повернутися додому, щоб з'явилася можливість видалити із її телефону фото Сарпа. Ширін прийшла, хоча Суат влаштував їй гарний прийом. Вона продовжує загравати до нього. Батьки розбили телефон Ширін. Бахар повернула обручку Аріфові, бо донька проти їхніх стосунків. Родина якраз зібралася повідомляти їй про Сарпа, коли він сам з'явився на порозі. Так нічого і не пояснивши дружині, він пішов. Бахар знову дуже ображена на рідних. Жалє погодилася найняти Джейду нянькою. Ширін просить Перил надати їй її компроментуючі фото із Сарпом, щоб Бахар не повернулася до нього. Перил відмовила, але чоловік зізнався їй, що не йде до першої дружини лише через шантаж «ненормальної». Аріф здогадався, що за Бахар стежать, і тому люди Незіра викрали і побили його. Бахар зрозуміла, що її рідні невинні.
Єліз розповіла подрузі, що це Сарп привіз Ширін до неї у лікарню, і жінка тепер думає, що ті знову разом. Хатідже взяла гроші, які Сарп передав для дружини і дітей, хоча Енвер заборонив це робити. Ширін їх знайшла і забрала собі. Суат, Перил і Ширін об'єдналися, щоб завадити Сарпу повернутися до дружини. Бахар прийшла на зустріч до нього, але натомість побачила його із Перил та синами. А ще Мюнір організував викрадення Нісан і Дурука, тож, коли їх повернули, жінка так зраділа, що до зради чоловіка їй вже діла не було. Заради дружини Енвер помирився із донькою, та пообіцяла не бачитися із «коханцем». Батьки здогадалися, що вона збрехала, і Ширін розповіла Енверу, що мати взяла гроші Сарпа. А той прислав їм телефон із проханням віддати його Бахар. Після розмови із нею чоловік майже впевнений, що Перил причетна до викрадення дітей. Суат дізнався про намір Незіра викрасти Бахар і вбити Сарпа, але наказує Мюніру не втручатися. Шукаючи роботу, Бахар зустріла чоловіка, від якого Джейда народила сина. Остання розповіла, що вони виросли разом, а про вагітність вона дізналася вже коли він поїхав. Дівчина не змогла тоді його знайти.
Люди Незіра домовляються із Юсуфом, щоб той на час викрадення відволік сина. Сарп дізнався про це і встиг забрати із квартири Бахар і дітей. У сутичці бандити убивають Єліз. Втікачі поселилися у будинку, що підготував Мюнір. Сарп приховав від Бахар, що подругу вбили. Виявляється, це Перил попередила чоловіка про напад. А зараз вона змусила Мюніра привезти її і синів у той дім. Бахар дуже неприємно бачити суперницю, але перед дітьми вона намагається бути дружньою. Вона навіть погодилася не говорити Сарпу, що Перил вже давно знала, що вони живі. Коли Сарп почав розпитувати про Аріфа, Бахар сказала, що то його не стосується, бо він вже має іншу. Її роботодавець Емре приходив дізнатися, чому Бахар не вийшла на роботу, і зустрівши Джейду, дуже зрадів. Остання тяжко переживає смерть Єліз. З'ясувалося, що Перил дізналася про викрадення Бахар від Ширін. Незір наказав своєму помічнику убити Мюніра, тобто свого брата.
Емре запросив Джейду і Хатідже працювати у його кав'ярні. Бахар по голосу Мюніра упізнала, що то він викрадав її дітей, і здогадалася, що Перил також причетна. Вона знайшла телефон і дізналася про смерть Єліз. Викликавши Аріфа, жінка поїхала на могилу подруги. Повернувшись, вона вирішила взяти дітей і втекти. Але Сарп із охоронцями затримали їх. Чоловік оскаженів, побачивши Аріфа. Він забрав дітей, і Бахар змушена була залишитися. Енвер вирішив здавати вільну кімнату, щоб заробити грошей. Емре влаштував до них свою кузину Еділь. Вони із Ширін не ладять. Квартирантка знайшла браслет, який Ширін подарував Суат, і замінила у ньому дорогоцінне каміння. Перил із дітьми повернулася у готель. Незір їх вистежив. Суат, знаючи про «жучка», видав місцезнаходження зятя і наказав прибрати охорону. Сарп поїхав на закупи і потрапив у аварію. Незір викрав Бахар із дітьми, залишивши записку Сарпу. Аріфа із батьком заарештували і розпитують про ніч, коли вбили Єліз. Перил із синами привезли у дім Незіра, Суата теж десь утримують. Мюнір із Сарпом приїхали до Незіра. Той хоче помучити ворогів і запускає їм у кімнату бджіл. Мюніра сильно пожалили. Дурук жаліє Незіра, бо той втратив сина. Емре запросив Ширін на каву, і Джейда дуже засмучена. Адвокатка Аріфа якимсь чином все знає про справу Сарпа.
Її звати Кісмет, і вона — донька Юсуфа від іншої жінки, яку той покинув вагітною. Адвокатка хоче допомогти братові. Незір лякає Сарпа, нібито хоче зашкодити Дурукові. А Бахар і Перил він запропонував угоду: якщо хтось із них погодиться фіктивно вийти за нього заміж і залишитися жити із дітьми у його будинку, то іншу жінку і Сарпа він відпустить. Вони не погоджуються, але Бахар ще більше занервувала, почувши, що доля Аріфа, який зараз у в'язниці, теж залежить від неї. Ширін пропонує Еділь гроші, щоб та не розповіла братові про зваблювання нею чоловіка сестри, а потім ще й набрехала хлопцю, нібито Сарп її ґвалтував. Кісмет отримує повідомлення, що Сарп із рідним у будинку Незіра. Вона викликає туди поліцію, але заручників там вже немає. Незір їх усіх відпустив, поставивши Сарпу умову, щоб той відмовився від усіх статків, отриманих за «нового життя». Діти не хочуть розлучатися із батьком, і Бахар погоджується, щоб вони усі разом пожили у її батьків. Аріфа випустили із в'язниці. Еділь підслухала розмову Енвера із дружиною про те, що Емре — батько Арди. Коли вони з братом поїхали у село, дівчина вмовила його заїхати до мами Джейди. Сусідка розповіла, що Арда — нагуляний.
Ширін прикро вразила Джейду, повідомивши, що знає її таємницю. Остання думає, що це Бахар їй розповіла. Еділь викрила Ширін перед батьками щодо цінності браслета і наявності у неї грошей у банку і покинула їхній будинок. Аріф і Бахар посварилися через Сарпа. Виявляється, Незір облишив помсту після спілкування із Дуруком, і це Суат вигадав умову щодо відмови Сарпа від усіх його грошей. Перил запросила Нісан і Дурука разом із батьками на день народження своїх синів і відправила суперниці фото чоловіка із Ширін, але потім сама ж його видалила. Емре звинуватив Джейду у підступі із використанням сина. Вона повернулася співати у «кабак».
Сарп через Мюніра зняв квартиру безпосередньо над Бахар. Вона належить Юсуфу, той взяв гроші на пів року наперед і підписав договір, тому Аріф не може нічого вдіяти. Еділь розповіла матері Емре про дитину Джейди. Розлючена жінка прийшла у кафе і з образами звільнила Хатідже і Бахар із роботи. У день обрізання Дурука поліцейські затримали Сарпа, бо знайшли тіло його матері. Про його місцезнаходження повідомила Кісмет, яка хотіла допомогти брату. Але той сказав їй посприяти звільненню суперника, бо Дурук дуже засмутився. Незір приїхав на свято і дізнався про підступ Суата щодо грошей Сарпа. Ширін розповіла сестрі про інтимні фото із її чоловіком. Родичі і Сарп переконували жінку, що то постановка, але вона розлючена. Емре привіз сина до Джейди. Енвер вигнав доньку. Почувши відмову від Суата, вона напросилася жити в Емре. На прохання Бахар, Перил надіслала фото Ширін із Сарпом Емре, і той нарешті повірив, що Ширін йому брехала. Дорогою до бабусі загубився Арда. Незір убиває Суата і змушує свого помічника застрелити брата. Той натомість стріляє у господаря і собі у голову. Бахар непритомніє, і рідні везуть її до лікарні. Дорогою Аріф, що сидить за кермом, відволікається, і стається аварія.

### 3 сезон
Енвера довелося шпиталізувати після новини, що рідні серйозно постраждали. Найгірший стан у Сарпа і Хатідже. Ширін зізнається сестрі, що в усьому оббрехала Сарпа. Хатідже помирає. Бахар мириться із чоловіком, вони планують подальше життя. У аварії також постраждала відома письменниця Фазілет. Вона має дорослого сина-візочника Раїфа. Той дуже примхливий. Джейду найняли до нього доглядальницею. Ширін вдає, що стала хорошою, але перекрила Сарпу життєво необхідну крапельницю. Він помирає. За три місяці Аріфа випустили із в'язниці. Він віддав другу, якому розбив машину, свою чайхану. Енвер ледь не загинув у пожежі у власному будинку через запалену свічку. Ширін розповіла дітям, що то Аріф винен у смерті їхніх рідних. Емре зробив тест на батьківство, який показав негативний результат. Мати Джейди захворіла, і та змушена забрати сина до себе. Емре зустрічається із Кісмет. Він призначив Аріфа директором свого кафе. Другий тест показав, що Джейда — не мати Арди. Жінка не хоче розшукувати власну дитину, побоюючися, що заберуть Арду. Але Емре більше не може мати дітей, тому хоче знайти сина. Бершан загітувала Джейду і Бахар готувати їжу на замовлення її керівника Джема. Переносити її потрібно у спеціально виданих каструлях. Виявилося, що вони мають подвійне дно для перевезення наркотиків. Поліція ледве не затримала жінок, а каструлі потрапили на вогонь, і наркотики знищено. Їхній власник погрожує Бахар, і Енвер зникає. Ширін начебто подружилася із Аріфом, вигадуючи, як йому нашкодити. Незір перед смертю оплатив навчання Нісан і Дурука у приватній школі, але інші діти цькують їх через бідність.
Джем вимагає у жінок гроші за втрачені наркотики. Джейда викрадає у Фазілет прикраси. Раїф бачить це, і каже, що дарує їх. Він закохався у жінку, а ще хоче позлити матір. Отриманих грошей не вистачило, щоб розрахуватися із бандитом, і він направляє жінок принести йому із будинку для літніх якийсь пакет. Дідусь, у якого вони мали його взяти, змушує їх викрасти його з лікарні. Він виявився батьком Джема. Щоб пакетик у нього не знайшли, дід ховає його у пальто Бахар. Але його зі злості надягає Ширін, бо Енвер пошив нове пальто сестрі, а не їй. Джем якимсь чином пов'язаний із Кісмет. А та допомагає Емре знайти власного сина. Ширін наймає хуліганів, що вони побили її перед Аріфом, але потім про її підступ стає відомо. Дідусь зізнається, де пакетик, але Бахар має виконати ще одне завдання бандита: сходити на урочистий прийом до багатіїв і обмінятися там із якоюсь жінкою сумочками. Нею виявилася Кісмет. Ширін побачила сестру із Джемом і виставляє її перед батьком і Аріфом гулящою. Ще вона дізналася про вкрадені у Фазілет прикраси і написала їй про це записку.
Фазілет домовилася про безкоштовне навчання Арди у спецшколі, але, дізнавшись про крадіжку, прогнала Джейду і Бахар. Кісмет бреше Бахар, нібито не знає Джема. Емре повернув свого сина. Сатилмиш поводиться нечемно, у старій сім'ї його змушували жебракувати. За порадою Ширін за відмову від сина справжній батько Арди вимагає у Емре $100 тисяч. Щоб допомогти їх назбирати, Сатилмиш кілька днів прогулював школу, миючи вікна машин тощо. Джейда дуже зворушена. Фазілет змушена повернути її на роботу на вимогу сина. Енвер знайшов пістолет Сарпа. Аріф і Бахар думають, що викинули його у море, але Ширін підмінила його і поранила у руку грабіжника. Ділянку під будинком Енвера продали. Ширін домагалася, щоб сестра не отримувала свою частину грошей, але Бахар віддала їх Фазілет. Виявилося, що прикраси придбав батько Раїфа, щоб той подарував їх своїй дружині. Раніше Кісмет і Джем були подружжям і працювали на бандитів. Жінка завагітніла і хотіла покинути цю справу. Її сильно побили, і вона втратила дитину.
Дурук ледь не вистрибнув із вікна, бо так порадила Ширін. Бахар її побила. Дівчина поселилася у готелі, вона боїться арешту. Кісмет покинула Емре. На її прохання Джем змусив справжнього батька Арди підписати документ про відмову від сина. Колишнє подружжя помирилося; вони їдуть, покинувши банду. Енвер зустрічається із донькою і записує її зізнання у злочинах. Навіжену відправляють до психлікарні, але навіть приймаючи ліки, вона продовжує ненавидіти сестру. Аріф із Бахар та Джейда із Раїфом одружуються в один день.

## Трансляція в Україні
- З 22 липня 2020 по 29 січня 2021 року на телеканалі 1+1, у будні о 17:10 по дві серії.
- З 18 липня по 2 листопада 2022 року на телеканалі Бігуді, у будні о 20:00 по три серії. З 10 жовтня у будні о 18:00, по три серії.
- З 12 травня по 28 серпня 2023 року на телеканалі Бігуді. У будні о 19:00 по чотири серії. З 21 травня, у будні о 19.00 по три серії.